# 池田憲義
池田 憲義（いけだ のりよし、1931年3月15日 - ）は、日本の裁判官。

## 来歴
熊本県立玉名高等学校を経て九州大学法学部を卒業した。
広島地方裁判所（1960年着任）を皮切りに、佐賀地方裁判所唐津支部（1963年）・長崎地方裁判所（1966年）・熊本地方裁判所人吉支部（1969年）などで判事補を務めた。1972年に福岡地方裁判所の判事となる。1979年に福岡高等裁判所判事に移り、1984年からは熊本地方裁判所で第二部総括判事を務めた。
1989年に福岡地方裁判所小倉支部長に就任、1991年からは鹿児島地方裁判所長を務めた。1993年に福岡高等裁判所刑事部第二総括判事となった。
1996年3月15日に定年退官した。
2001年春の叙勲で勲二等瑞宝章を受章した。